# Cratere Thiessen
Thiessen è un cratere lunare di 66,39 km situato nella parte nord-orientale della faccia nascosta della Luna.